# Kanton Mézidon Vallée d'Auge
Mézidon Vallée d'Auge (voorheen Mézidon-Canon) is een kanton van het Franse departement Calvados. Het kanton maakt deel uit van de arrondissementen Lisieux (38) en Caen (1). Het decreet van 24 februari 2021 heeft de naam van het kanton aangepast aan de naam van zijn hoofdplaats.

## Gemeenten
Het kanton Mézidon-Canon omvatte tot 2014 de volgende 19 gemeenten:
- Les Authieux-Papion
- Biéville-Quétiéville
- Bissières
- Castillon-en-Auge
- Coupesarte
- Crèvecœur-en-Auge
- Croissanville
- Grandchamp-le-Château
- Lécaude
- Magny-le-Freule
- Méry-Corbon
- Le Mesnil-Mauger
- Mézidon-Canon (hoofdplaats)
- Monteille
- Notre-Dame-de-Livaye
- Percy-en-Auge
- Saint-Julien-le-Faucon
- Saint-Laurent-du-Mont
- Saint-Loup-de-Fribois

### Kantonale herindeling
- de herindeling van de kantons bij decreet van 17 februari 2014, met uitwerking op 22 maart 2015, waarbij het kanton werd uitgebreid met 36 gemeenten

### Gemeentefusies
- de samenvoeging op 1 januari 2015 van de gemeenten Notre-Dame-d'Estrées en Corbon tot de fusiegemeente (commune nouvelle) Notre-Dame-d'Estrées-Corbon
- de samenvoeging op 1 januari 2017 van de gemeenten Authieux-Papion, Coupesarte, Crèvecœur-en-Auge, Croissanville, Grandchamp-le-Château, Lécaude, Magny-la-Campagne, Magny-le-Freule, Le Mesnil-Mauger, Mézidon-Canon, Monteille, Percy-en-Auge, Saint-Julien-le-Faucon en Vieux-Fumé tot de fusiegemeente (commune nouvelle) Mézidon Vallée d'Auge.
- de samenvoeging op 1 januari 2017 van de gemeenten Biéville-Quétiéville en Saint-Loup-de-Fribois tot de fusiegemeente (commune nouvelle) Belle Vie en Auge
- de samenvoeging op 1 januari 2017 van de gemeenten Bissières en Méry-Corbon tot de fusiegemeente (commune nouvelle) Méry-Bissières-en-Auge
- de toevoeging op 1 januari 2019 van de gemeente Saint-Laurent-du-Mont aan de gemeente Cambremer

### Huidige samenstelling
Na deze wijzigingen omvat het kanton Mézidon Vallée d'Auge volgende 39 gemeenten:
- Auvillars
- Beaufour-Druval
- Belle Vie en Auge
- Beuvron-en-Auge
- La Boissière
- Bonnebosq
- Cambremer
- Castillon-en-Auge
- Condé-sur-Ifs
- Drubec
- Formentin
- Le Fournet
- Gerrots
- Hotot-en-Auge
- La Houblonnière
- Léaupartie
- Lessard-et-le-Chêne
- Manerbe
- Méry-Bissières-en-Auge
- Le Mesnil-Eudes
- Le Mesnil-Simon
- Mézidon Vallée d'Auge
- Les Monceaux
- Montreuil-en-Auge
- Notre-Dame-d'Estrées-Corbon
- Notre-Dame-de-Livaye
- Le Pré-d'Auge
- Prêtreville
- Repentigny
- La Roque-Baignard
- Rumesnil
- Saint-Désir
- Saint-Germain-de-Livet
- Saint-Jean-de-Livet
- Saint-Martin-de-Mailloc
- Saint-Ouen-le-Pin
- Saint-Pierre-des-Ifs
- Valsemé
- Victot-Pontfol